# Форд (Канзас)
Форд (англ. Ford) — місто (англ. city) в США, в окрузі Форд штату Канзас. Населення — 203 особи (2020).

## Географія
Форд розташований за координатами 37°38′12″ пн. ш. 99°45′14″ зх. д. / 37.63667° пн. ш. 99.75389° зх. д. (37.636647, -99.753807).  За даними Бюро перепису населення США в 2010 році місто мало площу 1,10 км², уся площа — суходіл.

## Демографія
Згідно з переписом 2010 року, у місті мешкало 216 осіб у 96 домогосподарствах у складі 59 родин. Густота населення становила 197 осіб/км².  Було 120 помешкань (110/км²).
Расовий склад населення:
| - 87,0 % — білих - 3,7 % — корінних американців - 0,5 % — чорних або афроамериканців - 6,9 % — осіб інших рас |

До двох чи більше рас належало 1,9 %. Частка іспаномовних становила 8,3 % від усіх жителів.
За віковим діапазоном населення розподілялося таким чином: 20,4 % — особи молодші 18 років, 63,9 % — особи у віці 18—64 років, 15,7 % — особи у віці 65 років та старші. Медіана віку мешканця становила 44,1 року. На 100 осіб жіночої статі у місті припадало 100,0 чоловіків;  на 100 жінок у віці від 18 років та старших — 91,1 чоловіків також старших 18 років.
Середній дохід на одне домашнє господарство  становив 60 821 долар США (медіана — 46 250), а середній дохід на одну сім'ю — 74 999 доларів (медіана — 58 750). За межею бідності перебувало 19,2 % осіб, у тому числі 26,6 % дітей у віці до 18 років та 33,3 % осіб у віці 65 років та старших.
Цивільне працевлаштоване населення становило 157 осіб. Основні галузі зайнятості: виробництво — 18,5 %, публічна адміністрація — 15,3 %, мистецтво, розваги та відпочинок — 15,3 %.